# Список объектов всемирного наследия ЮНЕСКО в Дании
В списке Всеми́рного насле́дия ЮНЕ́СКО в Королевстве Да́ния, включающем в себя собственно Данию, Гренландию и Фарерские острова значится 8 наименований (на 2017 год), это составляет 0,7 % от общего числа (1248 на 2025 год). 6 объектов включены в список по культурным критериям, ещё 3 — по природным критериям, один из них признан природным феноменом исключительной красоты и эстетической важности (критерий vii).
Кроме того, по состоянию на 2017 год, 6 объектов на территории королевства находятся в числе кандидатов на включение в список всемирного наследия.
Королевство Дания ратифицировало Конвенцию об охране всемирного культурного и природного наследия 25 июля 1979 года. Первые три объекта, находящиеся на территории Дании были занесены в список в 1979 году на 18-й сессии Комитета всемирного наследия ЮНЕСКО.

## Список
| #  | Изображение | Название | Местоположение                                                   | Время создания     | Год внесения в список | №    | Критерии    |
| -- | ----------- | --- | ---------------------------------------------------------------- | ------------------ | --------------------- | ---- | ----------- |
| 1  |             | Могильные холмы, рунические камни и церковь в Еллинге (дат. Jelling Højene, Runestene og Kirke)                                                  | Город: Еллинг Область: Южная Дания Дания                         | X век              | 1994                  | 697  | iii         |
| 2  |             | Замок Кронборг (дат. Kronborg) | Город: Хельсингёр Область: Столичная Дания                       | 1420-е             | 2000                  | 696  | iv          |
| 3  |             | Кафедральный собор в городе Роскилле (дат. Roskilde Domkirke)                                                                                    | Город: Роскилле Область: Зеландия Дания                          | 1170—1280          | 1995                  | 695  | ii, iv      |
| 4  |             | Ледниковый фьорд Илулиссат (дат. Ilulissat Isfjord, гренл. Ilulissat)                                                                            | Город: Илулиссат Коммуна: Каасуитсуп Гренландия                  | —                  | 2004                  | 1149 | vii, viii   |
| 5  |             | Ваттовое море (дат. Vadehavet) | Область: Южная Дания Дания (совместно с Нидерландами, Германией) | —                  | 2009, 2014            | 1314 | viii, ix, x |
| 6  |             | Стевнс-Клинт (дат. Stevns Klint) | Область: Зеландия Дания                                          | —                  | 2014                  | 1416 | viii        |
| 7  |             | Кристиансфельд — поселение Моравской церкви (дат. Christiansfeld)                                                                                | Область: Южная Дания Дания                                       | 1773               | 2015                  | 1468 | iii, iv     |
| 8  |             | Охотничьи угодья Северной Зеландии (дат. Parforcejagtlandskabet i Nordsjælland)                                                                  | Область: Столичная Дания                                         | XVII—XVIII века    | 2015                  | 1469 | ii, iv      |
| 9  |             | Куято в Гренландии — древнескандинавский и инуитский сельскохозяйственный ландшафт на границе ледникового покрова (дат. Kujataa, гренл. Kujataa) | Коммуна: Куяллек Гренландия                                      | X—XVIII века       | 2017                  | 1536 | v           |
| 10 |             | Аасивиссуит-Ниписат: инуитские охотничьи угодья между морем и льдами                                                                             | Коммуна: Кекката Гренландия                                      | 2500 - 700 до н.э. | 2018                  | 1557 | v           |

### Географическое расположение объектов
| Рунные камни в Еллинге Кронборг Собор Роскилле Ваттовое море Стевнс-Клинт Кристиансфельд Охотничьи угодьяОбъекты всемирного наследия ЮНЕСКО в Дании | Фьорд Илулиссат Куято Аасивиссуит-НиписатОбъекты всемирного наследия ЮНЕСКО в Гренландии |

## Предварительный список
В таблице объекты расположены в порядке их добавления в предварительный список. В данном списке указаны объекты, предложенные правительством Дании в качестве кандидатов на занесение в список всемирного наследия.
| # | Изображение | Название | Местоположение                                         | Время создания                           | Год внесения в предварительный список | №    | Критерии  |
| - | ----------- | --- | ------------------------------------------------------ | ---------------------------------------- | ------------------------------------- | ---- | --------- |
| 1 |             | Амалиенборг и его район (дат. Roskilde Domkirke) | Город Копенгаген Ховедстаден Дания                     | Середина XVIII века                      | 1993                                  | 179  | i, ii, iv |
| 2 |             | Кизельгуровый ландшафт Лим-фьорда (дат. Limfjorden) | Области: Северная Ютландия, Центральная Ютландия Дания | —                                        | 2010                                  | 5474 | viii, ix  |
| 3 |             | Крепости-треллеборги (дат. Aggersborg / Fyrkat / Trelleborg) * Аггерсборг * Фиркат * Треллеборг                                                         | Области: Северная Ютландия, Зеландия Дания             | 980-е (реконструированы в конце XX века) | 2010                                  | 5475 | iv        |
| 4 |             | Расширение: Памятные места и артефакты эпохи викингов * Могильные холмы, рунические камни и церковь в Еллинге (дат. Jelling Højene, Runestene og Kirke) | Город: Еллинг Область: Южная Дания Дания               | X век                                    | 1994                                  | 5581 | iii       |
| 5 |             | Памятные места и артефакты эпохи викингов (дат. Aggersborg / Fyrkat / Trelleborg) * Аггерсборг * Фиркат * Треллеборг                                    | Области: Северная Ютландия, Зеландия Дания             | С VII века                               | 2011                                  | 5582 | iii       |

### Географическое расположение объектов
| Амалиенборг Лим-фьорд Аггерсборг Фиркат Треллеборг Рунные камни в ЕллингеОбъекты Предварительного списка в Дании |